# Enn Vetemaa
Enn Vetemaa (Tallinn, 1936. június 20. – Tallinn, 2017. március 28.) észt író.

## Főbb művei
- Monument (1965, elbeszélés)
- Pillimees (1967, elbeszélés)
- Väike reekviem suupillile (1968, elbeszélés)
- Illuminatsioonid käruvälgule ja üheksale näitlejale (pauguga lõpus) (1969, tv-játék)
- Munad hiina moodi (1969)
- Õhtusöök viiele (1972, dráma)
- Püha Susanna ehk Meistrite kool (1974, dráma; 1986, opera)
- Jälle häda mõistuse pärast (1976, dráma)
- Roosiaed (1976, dráma)
- Jälle Püha Susanna ehk Armastuse kool (1978, dráma)
- Nukumäng (1980, dráma)
- Ikka veel Püha Susanna ehk Noorpaaride kool (1981, dráma)
- Eesti näkiliste välimääraja (1983)
- Tulnuk (1987, elbeszélés)
- Martsipanimeister. Minu väga magus elu (2002, regény)

Magyarul megjelent művei
- Előérzet – mai észt elbeszélők (1969, Enn Vetemaa, Mati Unt, Mats Traat, Arvo Valton); ford.: Bereczki Gábor
- A bálvány – mai észt kisregények (1973, Enn Vetemaa, Erni Krusten, Mats Traat, Mati Unt, Eno Raud, Jaan Kross); ford.: Bereczki Gábor
- Vacsora öt személyre; ford. Fehérvári Győző; in: Vacsora öt személyre. Mai észt drámák; vál., utószó Fehérvári Győző; Európa, Bp., 1976 (Modern könyvtár)